# Pseudagapostemon larocai
Pseudagapostemon larocai is een vliesvleugelig insect uit de familie Halictidae. De wetenschappelijke naam van de soort is voor het eerst geldig gepubliceerd in 1989 door Cure.